# جداء
الجُدَاءُ (بالإنجليزية: Product)، في الرياضيات: حاصلُ ضربِ كميتينِ. ولا يؤثر ترتيب الأعداد الحقيقية أو العقدية المضروبة فيه. وتعني أن الضرب عمليةٌ تبديلية.

## جداء عددين

### جداء عددين طبيعيين

3 في 4 تساوي 12

وضع عدد من الكرات على شكل مستطيل عدد أسطره {\displaystyle r} وعدد أعمدته {\displaystyle s} يعطي :
{\displaystyle r\cdot s=\sum _{i=1}^{s}r=\sum _{j=1}^{r}s}
كرة.

### جداء عددين صحيحين
{\displaystyle {\begin{array}{|c|c  c|}\hline \cdot &-&+\\\hline -&+&-\\+&-&+\\\hline \end{array}}}
وبتعبير آخر:
- جداء عددين سالبين يساوي عددا موجبا.
- جداء عدد سالب وعدد موجب يساوي عددا سالبا.
- جداء عدد موجب وعدد سالب يساوي عدد سالبا.
- جداء عددين موجبين يساوي عددا موجبا.

### جداء كسرين
جداء كسرين هو كسر بسطه يساوي جداء بسط الكسرين ومقامه يساوي جداء مقام الكسرين، كما تبين ذلك الصيغة التالية:
{\displaystyle {\frac {z}{n}}\cdot {\frac {z'}{n'}}={\frac {z\cdot z'}{n\cdot n'}}}

### جداء عددين عقديين
يحسب جداء عددين عقديين باستعمال قانون التوزيعية وبعلم كون {\displaystyle \mathrm {i} ^{2}=-1} كما تبين ذلك الصيغة التالية:
{\displaystyle {\begin{aligned}(a+b\,\mathrm {i} )\cdot (c+d\,\mathrm {i} )&=a\cdot c+a\cdot d\,\mathrm {i} +b\cdot c\,\mathrm {i} +b\cdot d\cdot \mathrm {i} ^{2}\\&=(a\cdot c-b\cdot d)+(a\cdot d+b\cdot c)\,\mathrm {i} \end{aligned}}}

#### المعنى الهندسي لجداء عددين عقديين

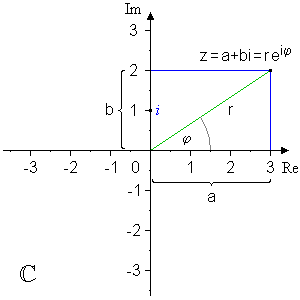
عدد عقدي في تمثيله القطبي.

يمكن أن تكتب الأعداد العقدية في النظام الإحداثي القطبي كما يلي:
{\displaystyle a+b\,\mathrm {i} =r\cdot (\cos(\varphi )+\mathrm {i} \sin(\varphi ))=r\cdot \mathrm {e} ^{\mathrm {i} \varphi }}
وبالإضافة إلى ذلك،
{\displaystyle c+d\,\mathrm {i} =s\cdot (\cos(\psi )+\mathrm {i} \sin(\psi ))=s\cdot \mathrm {e} ^{\mathrm {i} \psi }}, ومن ذلك يحصل على ما يلي:
{\displaystyle (a\cdot c-b\cdot d)+(a\cdot d+b\cdot c)\,\mathrm {i} =r\cdot s\cdot (\cos(\varphi +\psi )+\mathrm {i} \sin(\varphi +\psi ))=r\cdot s\cdot \mathrm {e} ^{\mathrm {i} (\varphi +\psi )}}
المعنى الهندسي لجداء عددين عقديين هو جداء معياريهما وجمع عمدتيهما.

## الجداءات في الجبر الخطي

### الجداء القياسي
جداء قياسي هو تطبيق ثنائي الخطية:
{\displaystyle \cdot :V\times V\rightarrow \mathbb {R} }
بالشروط التالية، {\displaystyle v\cdot v>0} من أجل كل {\displaystyle 0\not =v\in V}.
من الجداء القياسي، يمكننا تحديد معيار بجعل {\displaystyle \|v\|:={\sqrt {v\cdot v}}}.
الجداء القياسي يمكن أيضا من تعريف الزاوية المحصورة بين متجهتين كما يلي:
{\displaystyle \cos \angle (v,w)={\frac {v\cdot w}{\|v\|\cdot \|w\|}}}
في فضاء إقليدي بُعده {\displaystyle n}، الجداء القياسي الاعتيادي (يسمى ببساطة جداءا قياسيا) يعطى بالصيغة التالية:
{\displaystyle \left(\sum _{i=1}^{n}\alpha _{i}e_{i}\right)\cdot \left(\sum _{i=1}^{n}\beta _{i}e_{i}\right)=\sum _{i=1}^{n}\alpha _{i}\,\beta _{i}}

### جداء مصفوفتين
لتكن المصفوفتين
{\displaystyle A=(a_{i,j})_{i=1\ldots s;j=1\ldots r}\in \mathbb {R} ^{s\times r}} و {\displaystyle B=(b_{j,k})_{j=1\ldots r;k=1\ldots t}\in \mathbb {R} ^{r\times t}}
جذاؤهما هو:
{\displaystyle B\cdot A=\left(\sum _{j=1}^{r}a_{i,j}\cdot b_{j,k}\right)_{i=1\ldots s;k=1\ldots t}\;\in \mathbb {R} ^{s\times t}}

## جداء متتالية
يرمز إلى الجداء الخاص بجداء متتالية بواسطة الحرف اليوناني الكبير پي {\displaystyle \prod } (قياسا على استخدام الحرف الكبير سيغما {\displaystyle \sum } رمزًا للمجموع). جداء متتالية يتكون من رقم واحد هو فقط الرقم نفسه. يُعرف الجداء بدون أي عامل بالجداء الخالي [الإنجليزية]
، ويساوي 1.
مثال على جداء المتتالية: {\displaystyle \prod _{i=1}^{N}u_{i}=u_{1}\times u_{2}\times \cdots \times u_{N}}

## جداءات أخرى
هناك العديد من أنواع الجداءات الأخرى اللائي يدرسن في الرياضيات:
- جداء هادامار،
- جداء كرونكر،
- جداء الداخل،
- جداء الخارج،
- جداء عقدي، نظرية حول المنحنيات الإهليلجية.

## وصلات خارجية
- الجداء في موقع ماثوورلد